# Kal Penn
Pour les articles homonymes, voir Penn.
Kal Penn est un acteur et producteur américain, né le 23 avril 1977 à Montclair (New Jersey).
Il se fait connaître du grand public avec son rôle de Taj mahal dans le film American Party : Van Wilder, relations publiques et sa suite Van Wilder 2: Sexy Party, puis devient connu pour son rôle de Kumar Patel dans la trilogie Harold et Kumar, celui de Lawrence Kutner dans la série médicale Dr House ainsi que celui de Seth Wright dans la série Designated Survivor.

## Biographie

### Jeunesse et formation
Kalpen Suresh Modi naît et grandit à Montclair dans le New Jersey. Ses parents sont tous deux des immigrés indiens. Il étudie à la Marlboro Middle School où il joue du saxophone baryton dans un groupe de jazz. Il est diplômé en sociologie à l'université de Californie à Los Angeles.

### Carrière

#### Débuts et révélation comique

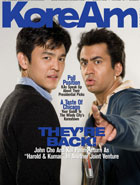
Avec son partenaire John Cho, à la une de KoreAm Magazine en 2008.

Kal Penn se fait remarquer en 2002 dans la comédie potache American Party : Van Wilder, relations publiques, où il joue Taj Mahal Badalandabad, le faire-valoir du héros incarné par Ryan Reynolds.
Deux ans plus tard, il est vraiment révélé dans l'un des rôles-titres de la comédie Harold et Kumar chassent le burger, aux côtés de John Cho. Le film, qui reprend une partie de la distribution secondaire de la quadrilogie American Pie, est un succès critique et commercial surprise, et devient culte en vidéo.
L'acteur se perd néanmoins dans des comédies de seconde zone : comme Le Fils du Mask (2005), puis en héritant du rôle principal de Van Wilder 2: Sexy Party en 2006, ou encore Big Movie en 2007.
Les mêmes années, il joue aussi les faire-valoir dans la comédie romantique Sept Ans de séduction, avec Ashton Kutcher, Agent de stars, avec Ben Affleck et le blockbuster Superman Returns, avec Brandon Routh et Kevin Spacey.

#### Confirmation télévisuelle

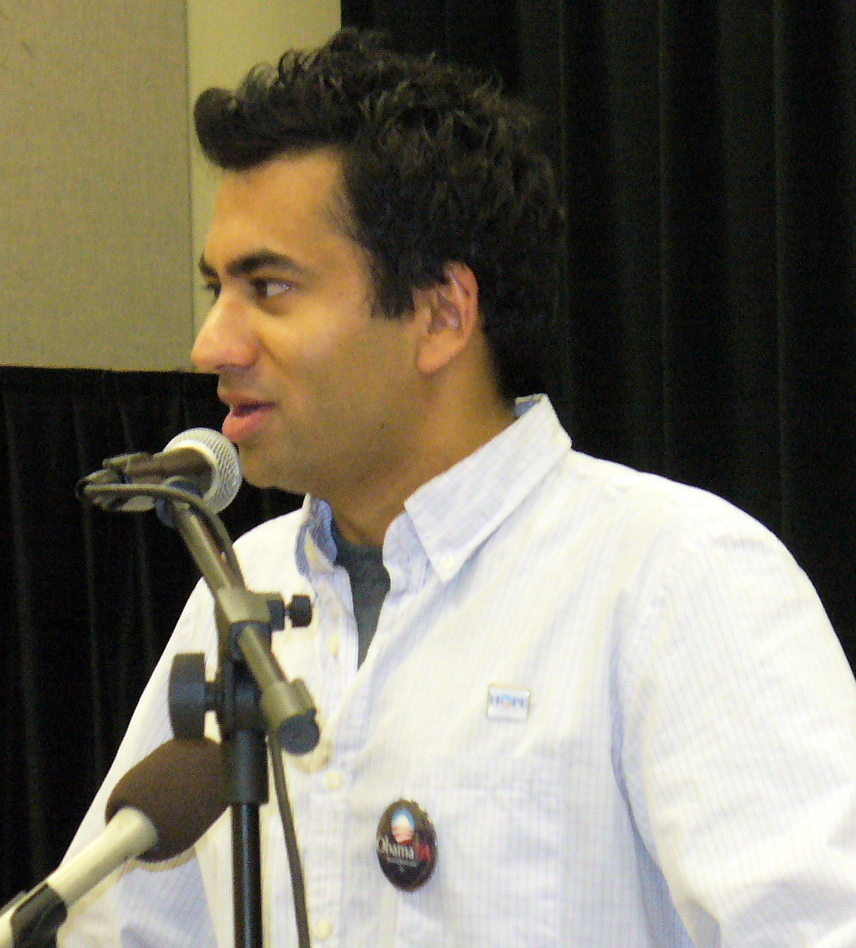
En février 2008, Kal Penn parle en faveur du président Barack Obama au Nyumburu Cultural Center de l'université du Maryland.

C'est à la télévision qu'il parvient à trouver des rôles plus développés, et dans un registre dramatique : après une poignée d'apparitions isolées dans de multiples séries, l'acteur décroche le rôle récurrent d'Ahmed Amar dans la série d'action 24 heures chrono. Cette exposition lui permet de rebondir dans la quatrième saison de la série médicale à succès Dr House. Son rôle devient régulier l'année d'après.
Au cinéma, il revient dans son rôle de Kumar Patel en 2008 pour Harold et Kumar s'évadent de Guantanamo. Le film reçoit cette fois des critiques mitigées, mais réussit commercialement. L'année suivante, il décide de mettre en suspens sa carrière d'acteur. Il quitte donc soudainement la série Dr House, pour rejoindre l'administration Obama à la Maison-Blanche.
Il ne reviendra à Hollywood qu'en juin 2010 pour honorer un engagement antérieur à son arrivée à la Maison Blanche : participer au tournage du troisième film de la trilogie Harold et Kumar. Après le tournage, il reprend en novembre ses fonctions d'agent des relations publiques. Le Joyeux Noël d'Harold et Kumar sort en Noël 2011, et renoue avec le succès critique.
En 2012, il revient à la comédie en tenant un rôle récurrent dans la septième saison de la sitcom How I Met Your Mother, celui du psy Kevin. À la rentrée suivante, il tient l'un des rôles principaux de la nouveauté We Are Men. Cette comédie, dans laquelle il évoluait aux côtés de Tony Shalhoub et Jerry O'Connell, est néanmoins arrêtée au bout de quelques épisodes par la chaîne CBS, faute d'audience suffisante.
En janvier 2015, le créateur de Dr House, David Shore, lui confie l'un des rôles principaux de sa nouvelle série policière : Battle Creek, où il joue le rôle de l'inspecteur Fontanelle White, est néanmoins un échec en termes d'audiences.
Au cinéma, l'acteur tourne peu, et choisit des projets adultes et risqués : en 2014, il est ainsi à l'affiche du drame historique Bhopal: A Prayer for Rain (en), avec Martin Sheen, puis du thriller psychologique indépendant The Sisterhood of Night où il incarne à nouveau un psy.
En 2016, il revient vers l'humour en tenant un rôle principal de la sitcom RIP : Fauchés et sans repos (Deadbeat en version originale).
À partir d'octobre 2016, Penn occupe un rôle récurrent dans la série politique d'ABC Designated Survivor. Il incarne Seth Wright, un rédacteur de discours de la Maison Blanche, qui avait travaillé dans l'équipe dirigeante du président précédent, et qui devient finalement porte-parole de la Maison-Blanche, et l'un des plus proches conseillers du nouveau président Tom Kirkman. Penn est aussi consultant politique pour la série.

### Vie privée et publique

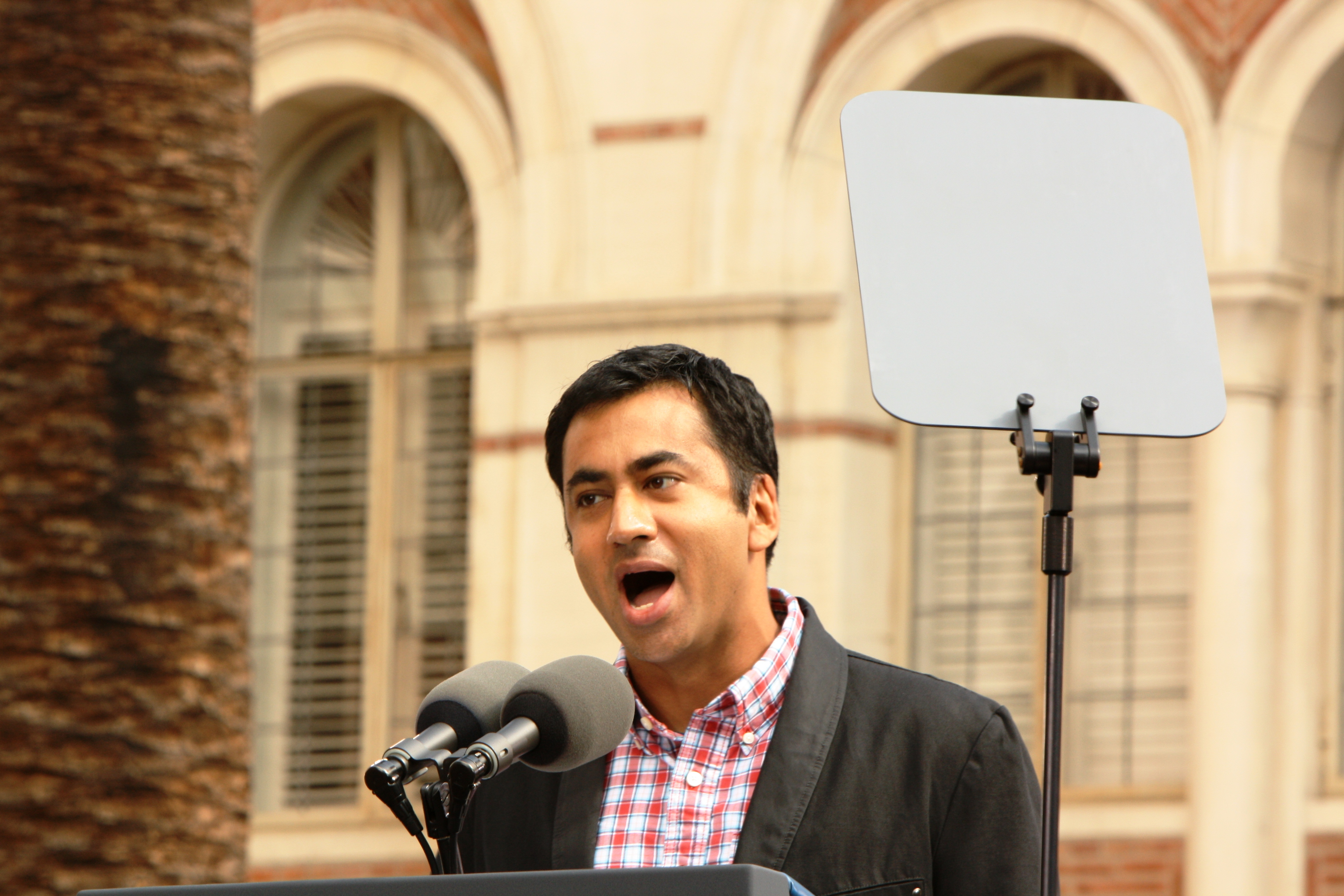
L'acteur à un meeting du Parti démocrate en 2010.

Kal Penn est végétarien pendant qu'il filme Harold et Kumar chassent le burger. Les techniciens lui font alors parvenir des hamburgers de soja.
Kal Penn est militant pour la campagne de Barack Obama. Il apparaît dans les vidéos d'Obama Sí Se Puede Cambiar (en) par Andrés Useche (en), et dans We Are One (en) auprès du comédien George Lopez : pour l'inauguration et la célébration au Lincoln Memorial. Par la suite, au début 2009, on lui offre le poste de directeur associé des relations publiques de la Maison Blanche, auprès de l'administration d'Obama. Il accepte l'offre et quitte pour cela la série Dr House dans laquelle il évoluait jusqu'alors.
En 2014, il prépare un diplôme en sécurité internationale à l'université de Stanford.
En 2017, à la suite d'un décret de Donald Trump interdisant l'immigration depuis plusieurs pays du Moyen-Orient, dont la Syrie, il lance une cagnotte de soutien aux réfugiés syriens, qui récolte en quelques jours près de 800 000 $.
En 2021, il fait son coming out homosexuel en révélant sa relation dans son autobiographie, You Can't Be Serious,.

## Filmographie

### Cinéma

#### Longs métrages
- 1999 : Freshmen de Tom Huang : Ajay
- 2001 : American Desi de Piyush Dinker Pandya : Ajay Pandya
- 2002 : American Party (National Lampoon's Van Wilder) de Walt Becker : Taj Mahal Badalandabad
- 2003 : Le Rappeur de Malibu (Malibu's Most Wanted) de John Whitesell : Hadji
- 2003 : L'amour n'a pas de prix (Love Don't Cost a Thing) de Troy Beyer : Kenneth Warman
- 2003 : Where's the Party Yaar? de Benny Mathews : Mohan "Mo" Bakshi
- 2004 : Harold et Kumar chassent le burger (Harold and Kumar Go to White Castle) de Danny Leiner : Kumar Patel
- 2004 : Ball & Chain de Shiraz Jafri : Bobby
- 2005 : Sept Ans de séduction (A Lot Like Love) de Nigel Cole : Jeeter
- 2005 : Le Fils du Mask (Son of the Mask) de Lawrence Guterman : Jorge
- 2005 : Sueño de Renée Chabria : Raj
- 2006 : Agent de stars (Man About Town) de Mike Binder : Alan Fineberg
- 2006 : Van Wilder 2: Sexy Party (Van Wilder 2: The Rise of Taj) de Mort Nathan : Taj
- 2006 : Superman Returns de Bryan Singer : Stanford
- 2006 : Un nom pour un autre (The Namesake) de Mira Nair : Gogol
- 2006 : Bachelor Party Vegas d'Eric Bernt : Z-Bob
- 2007 : Big Movie (Epic Movie) de Jason Friedberg et Aaron Seltzer : Edward
- 2007 : Dancing in Twilight de Bob Roe : Sam
- 2008 : Harold et Kumar s'évadent de Guantanamo (Harold and Kumar Escape from Guantanamo Bay) de Jon Hurwitz et Hay Schlossberg : Kumar Patel
- 2009 : Under New Management : Wheeler
- 2011 : Le Joyeux Noël d'Harold et Kumar (A Very Harold and Kumar 3D Christmas) de Todd Strauss-Schulson : Kumar Patel
- 2013 : Dementamania de Kit Ryan : Christian Van Burden
- 2014 : The Sisterhood of Night de Caryn Waechter : Gordy Gambhir
- 2014 : Bhopal: Prayer for Rain de Ravi Kumar : Motwani
- 2015 : Emily & Tim d'Eric Weber et Sean Devaney : Tim Hanratty
- 2015 : The Girl in the Photographs de Nick Simon : Peter Hemmings
- 2016 : Better Off Single de Benjamin Cox : Brice
- 2017 : L.A. Rush (Once Upon a Time in Venice) de Mark Cullen et Robb Cullen : Rajeesh
- 2017 : Escale à trois (The Layover) de William H. Macy : Anuj
- 2017 : Speech & Debate de Dan Harris : James Merrick
- 2018 : The Ashram de Ben Rekhi : Nitin
- 2021 : Film d'horreur sans titre (Untitled Horror Movie) de Nick Simon : Mark
- 2022 : Smile de Parker Finn : Dr Morgan Desai

#### Courts métrages
- 1998 : Express: Aisle to Glory de Jonathan Buss : Jackie Newton
- 2002 : Hector de Steffen Schlachtenhaufen : Kendal Cunningham
- 2002 : Badger de Rajshree Ojha : Sanjay

### Télévision

#### Séries télévisées
- 1999 : Buffy contre les vampires (Buffy the Vampire Slayer) : Kurt
- 1999 : Brookfield : Kumar Zimmerman
- 2000 : Sabrina, l'apprentie sorcière (Sabrina, the Teenage Witch) : Prajeeb
- 2000 : Spin City : Buddy
- 2001 : Urgences (ER) : Narajan
- 2001 : New York Police Blues (NYPD Blue) : Solomon Al-Ramai
- 2001 : Espions d'État (The Agency) : Malek
- 2001 : Angel : Un homme
- 2003 : All About the Andersons : Dr George
- 2004 : Tru Calling : Compte à rebours (Tru Calling) : Steven
- 2007 : 24 heures chrono (24) : Ahmed Amar
- 2007 : New York, unité spéciale (Law and Order: Special Victims Unit):  Henry Chanoor (saison 8, épisode 12)
- 2007 - 2012 : Dr House (House M.D.) : Dr Lawrence Kutner
- 2011 - 2014 : How I Met Your Mother : Kevin, le psychiatre
- 2013 : We Are Men : Gil Brooks
- 2015 : Battle Creek : Fontanelle White
- 2016 : RIP : Fauchés et sans repos (Deadbeat) : Clyde
- 2016 : New Girl : Tripp
- 2016 : Sanjay et Craig (Sanjay and Craig) : Greg (voix)
- 2016 - 2019 : Designated Survivor : Seth Wright
- 2018 - 2021 : Fancy Nancy : Ravi Singh (voix)
- 2019 : The Big Bang Theory : Dr Kevin Campbell
- 2019 : Sunnyside : Garret Modi
- 2020 - 2021 : Annie & Pony (It's Pony) : Fred (voix)
- 2020 - 2022 : Mira, détective royale (Mira, Royal Detective) : Mikku (voix)
- 2021 : Clarice : Shaan Tripathi
- 2022 : American Horror Story: NYC : Mac Marzara
- 2022 : Super Noël, la série (The Santa Clauses) : Simon Choksi

#### Téléfilms
- 2004 : Homeland Security de Daniel Sackheim : Harrison
- 2021 : Hot Mess Holiday de Jaffar Mahmood : Lui-même

## Voix francophones
En version française, Serge Faliu est la voix française régulière de Kal Penn. Nessym Guetat l'a également doublé à trois reprises.
En version québécoise, Sébastien Reding est la voix québécoise régulière de l'acteur.
En France
| - Serge Faliu dans : - American Party : Van Wilder, relations publiques - Harold et Kumar chassent le burger - Big Movie - Harold et Kumar s'évadent de Guantanamo - How I Met Your Mother (série télévisée) - The Big Brain Theory (en) (téléréalité) - New Girl (série télévisée) - Designated Survivor (série télévisée) - L.A. Rush - The Big Bang Theory (série télévisée) - American Horror Story (série télévisée) - Super Noël, la série (série télévisée) | - Nessym Guetat dans : - Dr House (série télévisée) - Battle Creek (série télévisée) - Escale à trois - Yann Peira dans : - Un nom pour un autre - 24 Heures chrono (série télévisée) et aussi - Bruno Raina dans Buffy contre les vampires (série télévisée) - Charles Pestel dans Sabrina, l'apprentie sorcière (série télévisée) - Jonathan Amram dans New York Police Blues (série télévisée, 2001 - 2e doublage en 2022) - David Pion dans Sept Ans de séduction - Thierry Kazazian dans Smile - Franck Sportis dans The Underdoggs (en) |

Au Québec
Note : La liste indique les titres québécois.
| - Sébastien Reding dans : - National Lampoon présente Van Wilder - Le Truand de Malibu - Harold et Kumar chassent le burger - Un amour comme ça - Le Fils du Masque - Van Wilder 2 : La Légende de Taj - Film Épique - Harold et Kumar s'évadent de Guantanamo - Harold et Kumar fêtent Noël en 3D | et aussi - Pierre-Alexandre Fortin dans L'amour n'a pas de prix - François Sasseville dans Un nom pour un autre - Rodley Pitt dans Sourire - Victor Naudet dans Sur les traces du Père Noël, la série (série télévisée) |